# Georges de Sarre
Ne doit pas être confondu avec Georges Sarre.
Le comte Georges de Sarre est un personnage de fiction créé par l'écrivain Roger Peyrefitte, protagoniste des Amitiés particulières, des Ambassades (1951) et de La Fin des ambassades (1953).
Fils unique du marquis et de la marquise de Sarre, Georges entre à quatorze ans à Saint-Claude, internat jésuite pour garçons. Georges découvre que malgré la surveillance des prêtres, les « amitiés particulières » entre élèves existent. Il en entretient une platonique avec Alexandre Motier, un élève de douze ans. Le P. Lauzon, leur confesseur commun, découvre leur relation et les oblige à rompre à quelques jours de la fin des cours. Par la suite, Georges fait croire à une rupture mais découvre en lisant le journal qu'Alexandre s'est suicidé en rentrant chez ses parents.
En juillet 1937, après des études en Sciences politiques, Georges est nommé comme second secrétaire de l'ambassadeur de France en Grèce, M. Laurent. 
Durant la Seconde Guerre mondiale, qui fait immédiatement suite au dernier roman, Georges fuit l'invasion allemande avec d'autres personnes.

## Caractéristiques
Dans Les Amitiés particulières, les cousines de Georges le décrivent à quatorze ans comme étant d'un aspect général « bien balancé », le teint mat « avec de rares échecs », des cheveux châtains foncés « toujours parfumés à la lavande », un visage ovale « sans prétention », des yeux marron « tantôt chauds, tantôt glacés », un nez droit et une bouche « sentimentale ». 
Dans Les Ambassades, il est grand, mince, brun, le teint mat et les traits réguliers.

## Biographie fictive

### L'internat Saint-Claude

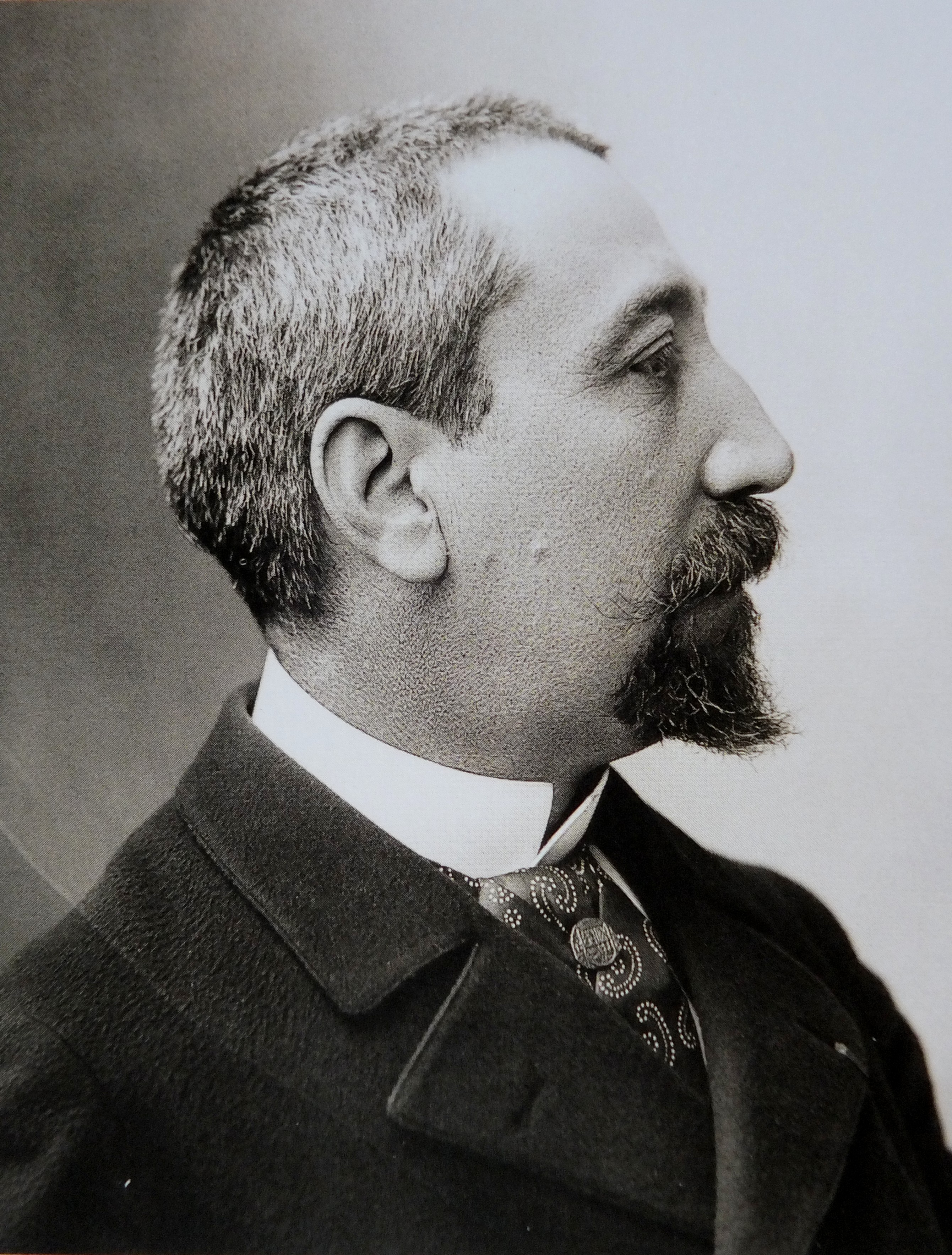
Anatole France est un auteur très apprécié par Georges mais dont les livres sont interdits par l’Église romaine. (Photographie par Paul Nadar, 1893.)

#### Rentrée
Né le 16 juillet 19…, le comte Georges de Sarre est le fils du marquis et de la marquise de Sarre. Son arrière-grand-père fut guillotiné durant la Révolution. Originaire de la ville de M…, Georges y effectue son école et son collège avec d'excellentes notes. Il adore Anatole France, auteur à l'Index pontifical. En 19…, il entre à l'internat catholique Saint-Claude, auprès des pères jésuites. Dans cet établissement de garçons,  toutes les choses réprouvées par la foi ou les mœurs sont interdites. Georges entre dans la division des « grands », en classe de 3e, où il se lie d'amitié avec Marc de Blajan (garçon maladif et très pieux) et Lucien Rouvère (un « jeune gaillard » très désinvolte). Comme eux, Georges choisit pour confesseur le P. Lauzon, professeur de mathématiques et directeur de la Congrégation de la Très Sainte Vierge de Saint-Claude. 
Georges est jaloux de l'« amitié particulière » entre Lucien et André Ferron, alors il arrange un stratagème risqué pour faire renvoyer ce dernier. Il est prit de remords d'avoir trahi la confiance de Lucien ; ce dernier, qui est ignorant du rôle de Georges, n'a aucun sentiment pour lui et est devenu bigot. Marc exulte que « les impurs finissent toujours par tomber brusquement. »

#### Rencontre d'Alexandre Motier
Durant la bénédiction d'un agneau la veille des vacances de Noël, Georges est captivé par Alexandre Motier, l'enfant de chœur portant l'animal. Âgé de douze ans et demi, en classe de 5e et membre de la congrégation mariale de l'internat, il est le frère de Maurice, un autre camarade de 3e. Marc de Blajan, le P. Lauzon et les Motier viennent de S…, ville voisine de M…,
Au retour des vacances, Lucien s'est déconvertit après avoir renoué avec André. Cela satisfait Georges, qui est intimidé et attiré par Alexandre, dont il cherche à attirer l'attention. Alexandre ne le remarque qu'à sa réception à l'académie de Saint-Claude, pour ses excellentes dissertations en histoire et en français. Grâce à un nouveau stratagème, Maurice les présente et Georges entre à la congrégation pour être avec Alexandre. Lucien devine leur relation et indique à Georges une serre où il retrouvait discrètement André. Alexandre est d'abord jaloux de l'amitié entre Lucien et Georges, avant d'être assuré qu'il « n’aime et n’aimerai que [lui] ».  Le P. Lauzon, ami des Motier et confesseur d'Alexandre, commence à se douter de quelque chose ; Georges remarque qu'il regarde Alexandre avec insistance durant les messes et qu'il le gâte beaucoup lorsqu'il vient se confesser chez lui. Quelques jours plus tard, Le préfet des « petits » interrompt Alexandre dans sa rédaction d'une réponse à un billet doux anonyme ; il est punit pour ne pas avoir dénoncé l'auteur. Georges imagine avec Lucien une histoire crédible et le père supérieur est dupe. Toutefois, le P. Lauzon blâme Alexandre et Georges, qui réussit à éteindre ses soupçons. 

#### Le père de Trennes

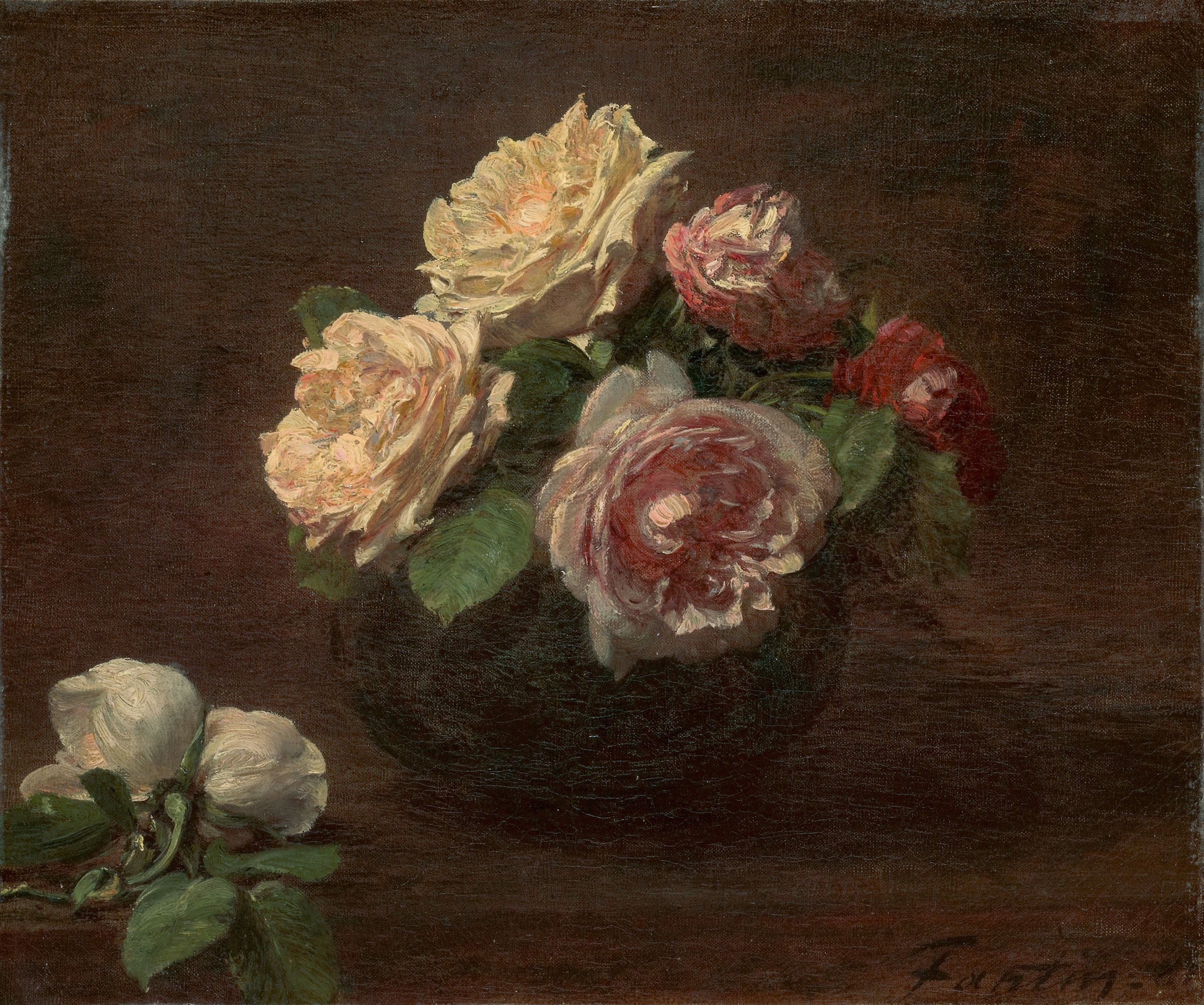
Le père de Trennes aime réveiller les garçons du dortoir en leur faisant sentir le parfum d'une rose. (Henri Fantin-Latour, Roses dans un bol, 1881.)

Le surveillant du dortoir des « grands » est transféré dans celui d'Alexandre, et le nouveau surveillant est le P. de Trennes, un archéologue revenu d'un long séjour au Proche-Orient, ami du père supérieur et amateur de cigarettes. Le P. de Trennes demande à Georges de faire un pacte de sang avec lui ; le jeune homme se souvient que Lucien en avait fait un avec André l'an passé. Le P. de Trennes et Georges apprécient tous deux beaucoup la Grèce, mais le prêtre se plaint du manque d'innocence des enfants et de leur hypocrisie. Le dimanche, dernier jour d'avril, Georges est reçu dans la congrégation de Marie. Le P. de Trennes l'invite plusieurs fois avec Lucien dans sa loge le soir, ainsi que d'autres élèves comme Maurice Motier. Georges est agacé qu'il les réveille avec la lumières de sa lampe électrique ou le parfum d'une rose.
Le comportement du P. de Trennes est ambigu : lorsqu'il trouve la mèche blonde d'Alexandre dans le portefeuille de Georges, le prêtre le félicite et promet de garder le secret sur la nature de leur relation. Le P. de Trennes s'intéresse beaucoup à Alexandre, à qui il propose secrètement de venir dans sa chambre durant les récréations. Cela dégoûte Georges, mais le prêtre le menace s'il tente quoi que ce soit contre lui. Le soir après cette menace, alors que Maurice est avec le prêtre dans sa loge, Georges s'éclipse pour laisser un mot anonyme au père supérieur. Ce dernier, arrivant peu après, renvoie Maurice se coucher, puis il annonce le lendemain matin que le P. de Trennes a été renvoyé, sans donner d'explications.  Lucien apprend à Georges que Maurice a évité le renvoi grâce à l'intervention du P. Lauzon.

#### Séparation et mort d'Alexandre
Avec d'autres élèves, Alexandre fait la première communion à la Pentecôte. En sortie scolaire, un camarade d'Alexandre lit dans les lignes de sa main qu'il mourrait jeune ; Georges considère cela comme des « sottises ». Dans la serre, à douze jours de la remise des prix et de la fin des cours, les garçons cherchent comment se voir ou à au moins garder un contact durant les grandes vacances d'été. Le P. Lauzon les découvre subitement : le P. Lauzon n'entend pas ébruiter l'affaire s'ils cessent leur relation, s'étant porté garant du comportement des frères Motier devant le père supérieur. Georges accepte d'abord de quitter Saint-Claude puis, après les derniers examens, il décide de faire pénitence et le P. Lauzon lui permet de rester. Cependant, Alexandre s'est entêté et le prêtre préfère lui faire quitter l'internat afin d'éviter l'influence de Georges. Celui-ci décide pour de continuer sa relation avec Alexandre autre part et lui glisse un billet pour qu'ils s'enfuient ensemble après la fin des cours. Le P. Lauzon fait avouer à Alexandre ce projet mais il croit à un autre mensonge. Il demande à Georges de lui remettre les mots d'Alexandre pour signifier leur rupture, mais ceux-ci sont à M… Georges pense leur relation condamnée, mais Lucien lui dit vaut mieux lui faire croire à une rupture temporairement et se lier d'amitié avec la famille Motier. 

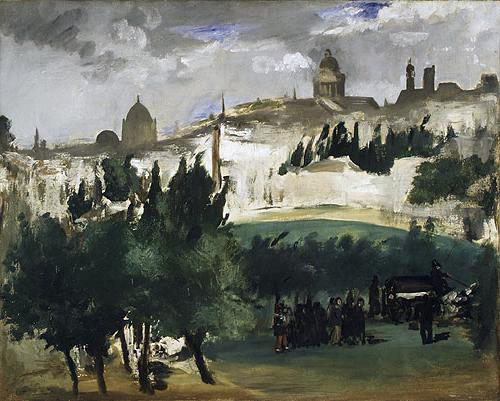
Alexandre est enterré discrètement le 15 juillet 19… (Édouard Manet, L'Enterrement, 1867.)

Georges reçoit la majorité des premiers prix à la cérémonie de remise, durant laquelle sa famille sympathise avec celle de Lucien. Au déjeuner, Maurice lui raconte qu'ils ne reviendront plus à Saint-Claude en raison d'un « micmac » avec le P. Lauzon. Georges avoue son amitié avec Alexandre ; Maurice comprend la raison de la dispute avec le prêtre et accepte de relayer leurs lettres. Georges envoie les lettres et les billets au P. Lauzon le 12 juillet, qui les reçoit le lendemain. Le 14 juillet, afin d'avoir un prétexte pour rencontrer la famille Motier, Georges écrit une lettre d'explications à Alexandre, terminant par : « Sache-le, si tu voulais l’ignorer encore : notre amitié s’appelle l’amour. » En lisant le journal le 15, Georges découvre qu'Alexandre est mort après avoir « absorbé un toxique violent ». Il ne croit pas à la thèse de l'accident et pense qu'Alexandre s'est suicidé à cause de leur vraie-fausse rupture. Le comte de Sarre pense à faire de même pour respecter le pacte de sang qu'ils avaient fait durant l'année, et il rejette la mort d'Alexandre sur le P. Lauzon.  
Ce dernier vient le voir l'après-midi, lui expliquant comment il avait remit l'envoi de Georges. Alexandre était mort deux heures plus tard et l'enterrement religieux fut discrètement célébré le 15 au matin. Le P. Lauzon s'estime irréprochable, considérant avoir agis par amour pour l'enfant, d'un amour plus grand que celui de Georges afin de défendre la pureté d'Alexandre. Le prêtre rend à Georges ses billets et ceux d'Alexandre, et il lui offre une photo qu'il avait prise de lui, endormi sur une chaise longue pendant les vacances de Noël. C'est en la voyant que Georges mesure l'affection du prêtre pour Alexandre. La famille de Sarre part dans les Pyrénées le même jour, étant attendue par la famille Rouvère. 

### Les Ambassades
En juillet 1937, Georges de Sarre est envoyé comme secrétaire de l'ambassadeur de France en Grèce.

### La Fin des ambassades
Georges travaille au quai d'Orsay après avoir été renvoyé en France par l'ambassadeur en Grèce. L'action du dernier roman mettant en scène Georges de Sarre est durant la Seconde Guerre mondiale. 

## Relation avec Roger Peyrefitte
Georges de Sarre est l'alter ego de Roger Peyrefitte. Né en 1907, l'écrivain  entre à l'âge de neuf ans au collège lazariste de Saint-Benoît-d'Ardouane, à Riols dans l'Hérault. Il a une relation avec un camarade appelé Georges Guéret, fils du poète Charles Guéret, qui servent de modèles pour Alexandre et Maurice Motier.  Georges ne s'est pas suicidé comme l'Alexandre du roman, en effet il est mort à 19 ans, le 18 mars 1928. Sa tombe de trouve a Ispagnac en Lozère.

## Filmographie
- 1964 : Les Amitiés particulières de Jean Delannoy, avec Francis Lacombrade.